# Reacție de deshidratare
În chimie, o reacție de deshidratare este o reacție chimică din categoria reacțiilor de eliminare care implică eliminarea uneia sau mai multor molecule de apă din molecula de reactant. Deoarece grupa hidroxil părăsește cu dificultate molecula, de obicei ajută utilizarea unui acid Brønsted, care are ca scop protonarea grupei hidroxil, obținându-se grupa –OH2+. Aceasta se elimină ușor sub formă de apă.

## Exemple
În sinteza organică în special, există multe exemple de reacții de deshidratare.
| Dehydration reactions                                    | | |
| Reacția                                                  | Ecuația reacției | Exemple de reacții                                                                                                  |
| Transformarea alcoolilor în eteri                        | 2 R–OH → R–O–R + H2O | |
| Transformarea alcoolilor în alchene                      | R–CH2−CHOH–R → R–CH=CH–R + H2O condiții de reacție: {\displaystyle {\ce {H2SO4}}}/ {\displaystyle {\ce {Al2O3}}} la 300-400°C | de exemplu, conversia glicerolului la acroleină: sau deshidratarea 2-metil-1-ciclohexanolului la 1-metilciclohexenă |
| Transformarea acizilor carboxilici în anhidride de acizi | 2 RCOOH → (RCO)2O + H2O | |
| Transformarea amidelor în nitrili                        | RCONH2 → R–CN + H2O | |
| Reacții de transpoziție                                  | | [ 3 ] [ 4 ] |